# 인스톨레이션
인스톨레이션(영어: installation) 또는 셋업(영어: setup) 혹은 설치(設置)는 장치 드라이버(디바이스 드라이버)를 포함한 컴퓨터 프로그램을 시스템에 추가하는 동작이나 결과를 말한다. 구어상으로는 주로 '인스톨'이라고 짧게 일컫고 있다.
대부분의 프로그램들은 판매, 배포를 위해 고안된 축약된 형식으로 공급된다. 이를 사용하기 위해, '압축을 풀어서' 관련된 정보를 컴퓨터에 올바르게 추가할 수 있어야 한다. 컴퓨터들 사이에 대해, 또 사용자들의 요구에 맞게 설정을 다르게 맞출 수 있다. 설치하는 동안 설치 프로그램이 시스템에 적합한지 여러 번 테스트를 거칠 수 있으며, 컴퓨터는 적절한 파일들과 프로그램이 올바르게 동작하기 위한 필요한 설정들을 저장하기 위해 구성된다.
프로그램과 컴퓨터마다 필요한 처리가 다르기 때문에 운영 체제를 포함한 많은 프로그램들은 일반 목적이나 특수 목적의 설치 프로그램을 포함하고 있다.
이 용어는 플러그인, 장치 드라이버, 프로그램이 아닌 소프트웨어 파일들로 확장하여 말하기도 한다.
소프트웨어가 설치되는 동안 수행되는 일반적인 기능들은 다음의 항목들을 수정한다:
- 공유 프로그램 파일, 공유하지 않는 프로그램 파일
- 폴더/디렉터리
- 윈도우 레지스트리 항목 (윈도에서만)
- 구성 파일 항목
- 환경 변수
- 링크나 바로가기

## 같이 보기
- 제거 프로그램
- 소프트웨어 배포